# Elitloppet 2007
Elitloppet 2007 var den 56:e upplagan av Elitloppet, som gick av stapeln söndagen den 27 maj 2007 på Solvalla i Stockholm. Finalen vanns av den fransktränade hästen L'Amiral Mauzun, körd av Jean-Michel Bazire och tränad av Jean Philippe Ducher.
Loppet målades på förhand upp som ett tungviktsmöte mellan hästarna Mr Muscleman från USA och Going Kronos från Sverige. Som en extra krydda hade Mr Musclemans skötare Linda Albertsson dessutom lovat att rida naken på Solvalla om denne skulle vinna.

## Upplägg och genomförande
Elitloppet är ett inbjudningslopp och varje år bjuds 16 hästar som utmärkt sig in till Elitloppet. Hästarna lottas in i två kvalheat, och de fyra bästa i varje försök går vidare till finalen som sker 2–3 timmar senare samma dag. Desto bättre placering i kvalheatet, desto tidigare får hästens tränare välja startspår inför finalen. Samtliga tre lopp travas sedan 1965 över sprinterdistansen 1 609 meter (engelska milen) med autostart (bilstart). I Elitloppet 2007 var förstapris i finalen 2,5 miljoner kronor, och 250 000 kronor i respektive kvalheat.

## Kvalheat 1
| P | S | Häst             | Kusk               | Tränare              | Land      | Odds  | Tid    |
| - | - | ---------------- | ------------------ | -------------------- | --------- | ----- | ------ |
| 1 | 1 | L'Amiral Mauzun  | Jean-Michel Bazire | Jean Philippe Ducher | Frankrike | 17,68 | 1.10,2 |
| 2 | 2 | Going Kronos     | Lutfi Kolgjini     | Lutfi Kolgjini       | Sverige   | 1,60  | 1.10,2 |
| 3 | 5 | Thai Tanic       | Björn Goop         | Olle Goop            | Sverige   | 23,80 | 1.10,4 |
| 4 | 6 | Frullino Jet     | Joseph Verbeeck    | Jerry Riordan        | Italien   | 12,50 | 1.10,6 |
| 0 | 8 | Jocose           | Örjan Kihlström    | Stefan Hultman       | Sverige   | 9,20  | 1.10,7 |
| 0 | 7 | Torvald Palema   | Åke Svanstedt      | Åke Svanstedt        | Sverige   | 15,30 | 1.11,1 |
| 0 | 4 | Super Light      | Jörgen Westholm    | Jörgen Westholm      | Sverige   | 9,10  | 1.11,4 |
| 0 | 3 | A Touch Of Flair | Ron Pierce         | Noel Daley           | USA       | 6,00  | 1.12,8 |

## Kvalheat 2
| P | S | Häst            | Kusk               | Tränare            | Land      | Odds  | Tid    |
| - | - | --------------- | ------------------ | ------------------ | --------- | ----- | ------ |
| 1 | 2 | Citation        | Erik Adielsson     | Stig H. Johansson  | Sverige   | 2,22  | 1.10,7 |
| 2 | 4 | Red Chili Pirat | Örjan Kihlström    | Patrik Södervall   | Sverige   | 13,60 | 1.11,0 |
| 3 | 8 | Mr Muscleman    | Ron Pierce         | Noel Daley         | USA       | 2,60  | 1.11,0 |
| 4 | 5 | Giant Superman  | Fredrik B. Larsson | Fredrik B. Larsson | Sverige   | 57,80 | 1.11,1 |
| 0 | 1 | Kool du Caux    | Franck Nivard      | Fabrice Souloy     | Frankrike | 5,70  | 1.11,1 |
| 0 | 6 | Acclaim         | Håkan Eriksson     | Håkan Eriksson     | Sverige   | 38,50 | 1.11,5 |
| 0 | 6 | El Nino         | Enrico Bellei      | Claus Hollmann     | Italien   | 26,70 | 1.11,7 |
| d | 7 | Gentleman       | Thomas Uhrberg     | Kari Lähdekorpi    | Sverige   | 10,60 | 8ag    |

## Finalheat
| P | S | Häst            | Kusk               | Tränare              | Land      | Odds  | Tid    |
| - | - | --------------- | ------------------ | -------------------- | --------- | ----- | ------ |
| 1 | 1 | L'Amiral Mauzun | Jean-Michel Bazire | Jean Philippe Ducher | Frankrike | 5,29  | 1.10,0 |
| 2 | 6 | Mr Muscleman    | Ron Pierce         | Noel Daley           | USA       | 4,60  | 1.10,0 |
| 3 | 3 | Red Chili Pirat | Örjan Kihlström    | Patrik Södervall     | Sverige   | 8,90  | 1.10,5 |
| 4 | 5 | Thai Tanic      | Björn Goop         | Olle Goop            | Sverige   | 13,80 | 1.10,7 |
| 5 | 8 | Giant Superman  | Fredrik B. Larsson | Fredrik B. Larsson   | Sverige   | 94,40 | 1.10,8 |
| 0 | 7 | Frullino Jet    | Joseph Verbeeck    | Jerry Riordan        | Italien   | 39,30 | 1.10,9 |
| 0 | 2 | Citation        | Erik Adielsson     | Stig H. Johansson    | Sverige   | 3,30  | 1.10,9 |
| d | 4 | Going Kronos    | Lutfi Kolgjini     | Lutfi Kolgjini       | Sverige   | 3,00  | 8ag    |